# Strada statale 510 (Croazia)
La drzavna cesta 510 è una delle più importanti strade statali della regione istriana. È fortemente trafficata nella stagione estiva causata dall'afflusso di turisti.

## Percorso
Inizia come continuo della strada slovena 11. Dopo il confine sul fiume Dragogna la strada si inerpica a ridosso di Kaštel, incrocia la strada statale 200.
A questo punto diventa una superstrada dalla quale si ha una limpida vista sull'aeroporto di Portorose e le saline di Sicciole.
Allo svincolo di Umago la strada prosegue come autostrada A9 (parte della ipsilon istriana).